# Тен Ен Хва
Тен Ен Хва (1900 год, Корея — дата и место смерти не известны, СССР) — колхозник, Герой Социалистического Труда (1949).

## Биография
Родился в 1900 году в селе Корее. В 1905 году вместе с семьёй переехал в Россию. После депортации корейцев с Дальнего Востока была на спецпоселении в Талды-Курганской области Казахской ССР. С 1937 года работал в сельскохозяйственной артели «Дальний Восток» Каратальского района Талды-Курганской области. В 1942 году был призван в трудовую армию и до 1945 года работал на шахтах в Караганде. После войны возвратился в колхоз «Дальний Восток», где был назначен звеньевым свекловодческого звена.
В 1947 году звено, руководимое Тен Ен Хва, собрало по 700 центнеров пшеницы с посевной площади в размере 18 гектаров, за что он был награждён Орденом Трудового Красного Знамени.
В 1948 году звено Тен Ен Хва собрало 28,1 центнеров пшеницы с участка площадью 18 гектаров. Указом Президиума Верховного Совета СССР от 20 мая 1949 года удостоен звания Героя Социалистического Труда с вручением ордена Ленина и золотой медали «Серп и Молот».

## Награды
- Орден Трудового Красного Знамени (1947);
- Герой Социалистического Труда
- Орден Ленина (1949);

## Источник
- Герои Социалистического труда по полеводству Казахской ССР. Алма-Ата. 1950. 412 стр.